# John Larch
John Larch est un acteur américain né le 4 octobre 1914 à Salem et mort le 16 octobre 2005 à Woodland Hills, Los Angeles. Il joua souvent des personnages d'hommes de loi, comme un shérif ou un commissaire.
Il joua également dans trois épisodes de  La Quatrième Dimension.

## Biographie
John Larch fut longtemps l'époux de Vivi Janiss (elle-même divorcée de l'acteur Robert Cummings) jusqu'à la mort de celle-ci en 1988. Robert Cummings s'éteignit en 1990.

## Anecdotes
- Il était un ami intime de Clint Eastwood

## Dernières années
En 2003, on offre à John Larch la possibilité de reprendre son rôle dans C'est toujours une belle vie, la suite de l'épisode C'est une belle vie de La Quatrième Dimension, (cette suite est située dans La Treizième Dimension), aux côtés de Cloris Leachman et de Bill Mumy. Il refuse, en raison d'importants problèmes de santé. 
John Larch s'éteint le 16 octobre 2005, de vieillesse à l'âge de 91 ans. Il est enterré au Sinai Memorial Park, aux côtés de l'acteur Ross Martin.

## Filmographie partielle
- 1955 : The Phenix City Story de Phil Karlson : Clem Wilson
- 1956 : Le tueur s'est évadé (The Killer is Loose) : Otto Flanders
- 1957 : Une arme pour un lâche (Gun for a Coward) : Stringer
- 1957 : Quantez de Henry Keller : Heller
- 1958 : La Fureur des hommes (From Hell to Texas) : Hal Carmody
- 1958-1959 : Au nom de la loi (Wanted Dead or Alive) (série télévisée) Saison 1 épisode 14 : Howie Kale
- 1960 : Saipan (Hell to Eternity) : Capitaine Schwabe
- 1961 : La Quatrième Dimension (le docteur dans La Poursuite du rêve, le shérif dans Poussière et monsieur Frémont dans C'est une belle vie)
- 1962 : Les Incorruptibles (The untouchables) - (série Télévisée) Saison 4, épisode 8 : Elégie (Elegy)
- 1963 : Le Grand Retour (Miracle of the White Stallions) : Général Patton
- 1968 : Le Virginien (TV) saison 06 épisode 20 : (The Good-Hearted Badman (Le Bandit au grand cœur)) : Le chasseur de primes
- 1970 : Le Virginien (TV) saison 08 épisode 18 : (Train of darkness) : Charles Neely
- 1970 : Le Virginien (Men of Shiloh) (TV) saison 9 épisode 01 (The West vs. Colonel MacKenzie) : Sheriff
- 1971 : Un frisson dans la nuit (Play Misty for Me) : Sergent McCallum
- 1971 : L'Inspecteur Harry (Dirty Harry) : le chef
- 1973 : Santee de Gary Nelson
- 1974 : Les Rues de San Francisco (série télévisée) - Saison 2, épisode 20 (Inferno) : Jack O'Moore
- 1977 : L'Homme qui valait trois milliards (The Six Million Dollar Man) (série télévisée) - saison 5, épisode 11, Le Projet Cheshire (The Cheshire Project) : Vail
- 1978 : Du feu dans le ciel (A Fire in the Sky) (téléfilm) : Colonel Johnson
- 1979 : Amityville : La Maison du diable (The Amityville Horror) : le père Nuncio
- 1980 : La Petite Maison dans la prairie (Little House on the Prairie) (série télévisée), saison 7, épisode 3 Un nouveau départ (A New Beginning) : Arthur Mahoney
- 1981 : Shérif, fais moi peur (Dukes of Hazzard)  (série télévisée), saison 3, épisode 11 Bon voisinage (Good neighbors Duke) : Adam Venable
- 1983 : Dynastie (Dynasty) (série télévisée) : Gerald Wilson